# Hypodoxa tulagi
Hypodoxa tulagi là một loài bướm đêm trong họ Geometridae.